# 丹阳街道 (常德市)
城北街道，是中华人民共和国湖南省常德市武陵区下辖的一个乡镇级行政单位。

## 行政区划
城北街道下辖以下地区：
丝瓜井社区、北正街社区、芷兰社区、柏子园社区、常乐社区、光荣路社区、北堤社区、建民巷社区和紫桥社区。